# Dasorgyia sincera
Dasorgyia sincera är en fjärilsart som beskrevs av Igor Kozhanchikov 1950. Dasorgyia sincera ingår i släktet Dasorgyia och familjen tofsspinnare. Inga underarter finns listade i Catalogue of Life.